# Tmesisternus immitis
Tmesisternus immitis là một loài bọ cánh cứng trong họ Cerambycidae.